# Kościół Niepokalanego Poczęcia Najświętszej Marii Panny w Baku
Kościół Niepokalanego Poczęcia Najświętszej Marii Panny w Baku – kościół w Baku konsekrowany w 2007 roku.

## Historia
Po odzyskaniu niepodległości przez Azerbejdżan w 1991 roku w Baku powstała parafia katolicka. Decyzja o budowie kościoła zapadła w 2002 roku podczas wizyty w Azerbejdżanie Jana Pawła II. Papież ofiarował na ten cel honoraria autorskie z wydań swoich książek. Teren pod budowę podarował prezydent Heydər Əliyev. Kamień węgielny poświęcił 11 września 2005 roku prefekt Kongregacji Ewangelizacji Narodów kardynał Crescenzio Sepe. Pieniądze na budowę przekazała między innymi: Kongregacja Ewangelizacji Narodów, zwierzchnik muzułmanów na Kaukazie szejk Allahszukiur Paszazade, prawosławny biskup Baku Aleksander i przywódca miejscowej wspólnoty żydowskiej. 31 marca 2007 roku podczas wizyty w Azerbejdżanie budowę odwiedził prezydent Lech Kaczyński. Podarował on wspólnocie kielich, patenę i trzy dzwony. Konsekrację zaplanowano na 29 kwietnia 2007 roku. 10 kwietnia 2007 nieznani sprawcy zaprószyli ogień. W wyniku pożaru została zniszczona część wykładziny i niektóre elementy wystroju świątyni. Kościół konsekrował w zaplanowanym terminie nuncjusz apostolski abp Claudio Gugerotti. W ołtarzu umieszczono relikwie apostoła Bartłomieja, błogosławionego Mikołaja Czarneckiego i świętych salezjańskich: Jana Bosco, Marii Dominiki Mazzarello i Dominika Savio. W 2016 roku podczas podróży apostolskiej do Gruzji i Azerbejdżanu mszę świętą w kościele odprawił papież Franciszek.

## Projekt
Projekt nowoczesnego kościoła z elementami w stylu neogotyckim przygotował włoski architekt Paolo Ruggero. Nad wejściem ustawiono kilkumetrową figurę Maryi, którą wykonali dwaj muzułmańscy rzeźbiarze Husejn Hagwerdijew i Tanrywerdi Kulijew. Portret Jana Pawła II podarowała Ambasada RP w Baku. Jego autorem jest Gurban Huseinzad. Namalował on papieża siedzącego przy oknie, przez które widać Baku z meczetami i pałacem miejscowych szachów. Skonfiskowaną przemytnikom figurę Chrystusa przekazał Państwowy Komitet Celny Azerbejdżanu.